# غاري توك
غاري توك (بالإنجليزية: Gary Tuck)‏ هو لاعب كرة قاعدة أمريكي، ولد في 6 سبتمبر 1954 في أمستردام في الولايات المتحدة.

## وصلات خارجية
- غاري توك على موقعبيزبول رفرنس.كوم (الدوري الثانوي) (الإنجليزية)